# 에이리언 헌터
에이리언 헌터(Alien Hunter)는 미국에서 제작된 로널드 크라우스 감독의 2003년 SF, 스릴러 영화이다. 제임스 스페이더 등이 주연으로 출연하였고 캐롤 코튼브룩 등이 제작에 참여하였다.

## 출연

### 주연
- 제임스 스페이더

### 조연
- 제닌 이서
- 존 린치
- 레슬리 스테판슨
- 칼 루이스
- 안소니 크리벨로
- 에이미 그레이엄

## 제작진
- 협력프로듀서: 딜랜 타라슨
- 미술: 윌리엄 래드 스키너
- 특수효과: 스콧 콜터
- 의상: 캐서린 제인 브라이언트
- 배역: 메리 조 슬래터